# Svanevatn
Svanevatnet (finsk: Salmijärvi russisk: Озеро Сальмиярви) er en sø på grænsen mellem Norge og Rusland. Den norske del ligger i Sør-Varanger kommune i Troms og Finnmark fylke.